# Abby Hoffman
Pour les articles homonymes, voir Hoffman.
Abigail Hoffman, connue sous le surnom de Abby Hoffman, née le 11 février 1947 à Toronto (Ontario), au Canada, est une athlète canadienne, coureuse de demi-fond et sprinteuse.

## Biographie
Après sa carrière sportive, Abby Hoffman est, de 1981 à 1991, directrice générale de l'organisme fédéral Sport Canada. Également en 1981, elle est la première femme élue au comité exécutif du Comité olympique canadien.
En 1982, avec Maureen McTeer, elle organise le premier championnat canadien féminin de hockey sur glace, le Esso Women's Nationals commandité par la compagnie pétrolière Esso. La Coupe Abby Hoffman est dénommée en son honneur. En 1995, elle est membre du conseil d'administration de l'Association internationale des fédérations d'athlétisme (IAAF).
Elle est la sœur du géologue Paul Hoffman, spécialiste de la théorie de la « Terre boule de neige ».

## Récompenses et distinctions
- Officier de l'ordre du Canada